# Досьє 102
Досьє 102 — громадсько-правова газета Тернопільської області.

## Історія
Газета заснована 17 грудня 1998 управлінням МВС України в Тернопільській області. Виходить двічі на місяць. Видавець — ТзОВ «Озон» (О. Новосад).
Переоформлена 28 вересня 2012, видавець нині ПП Ігор Флешар. Реєстраційне свідоцтво КВ 19413-9213Р від 28 вересня 2012 видане Державною реєстраційною службою України, м. Київ.
Висвітлює діяльність органів внутрішніх справ, інформує про боротьбу зі злочинністю, друкує матеріали з правової освіти, проводить опитування щодо роботи поліції та інші.
Редакція «Досьє 102» співпрацює з центром громадських зв'язків обласного Головного управління Національної поліції в Тернопільській області.
У 2014 році засноване інтернет-видання газети.

## Колектив редакції

### Редактори
| Прізвище, ім'я      | Роки           | Фото |
| М. Вільшаненко      |                |      |
| Володимир Андріїшин | 2000—2001      |      |
| О. Говорун          | лютий 2004 — ? |      |

## Відзнаки
Газета нагороджена Почесною грамотою МВС України.[джерело?]